# Кокопа
Кокопа (на английски: Cocopah) е северноамериканско индианско племе, което живее около делтата на Колорадо в северната част на Баха Калифорния, северозападна Сонора и югозападна Аризона. На испански името им се изговаря „кукапа“. Самите те се наричат „хоуил купчауай – тези, които живеят на реката“. Първите испански изследователи, които посещават района ги споменават под името „хогиопас“.

## Култура
Предците на днешните кокопа вероятно мигрират от север от областта на Големия басейн през първото хилядолетие. Между 1400 г. и 1500 г. мохаве и юма ги принуждават да се преместят надолу по река Колорадо. Установяват се в района на делтата на реката, където започват да стопанисват около 50 000 акра земя, използвайки големите годишни разливи на реката. Селата им са малки, състоящи се обикновено от по 10 – 12 семейства. Хората използват два типа жилища. През зимата живеят в правоъгълни частично вкопани в земята дървени постройки с коничен покрив покрит с клонки, тръстика и пръст. През лятото използват временни куполовидни колиби от рамки от клони и храсти. Използват още и временни открити навеси и квадратни дървени постройки използвани за склад, тъй като голяма част от храната се съхранява за по-късна консумация. По-голямата част от храната се набавя от земеделието. Отглеждат царевица, тикви, дини, пъпеши и различни зеленчуци. Ловът и събирачеството имат спомагателен характер. Ловуват главно елени, антилопи и друг дивеч в близките гори. Събират миди и ловят риба в делтата и събират различни диви растения, ядки и семена. Обществото им е организирано в бащини кланове. Всеки клан има свой водач издигнал се благодарение на способностите му, опита и духовната му сила. Политическата организация като цяло е слаба. От занаятите добре развити са грънчарството и кошничарството. По-късно се развива и тъкачеството. По река Колорадо пътуват със салове. Търговските им контакти достигат на запад до океана, далеч на север до северозападна Калифорния, на североизток чак до южна Невада и на югоизток в пустинята Сонора.
Според историческата информация през 19 век кокопа са част от единен съюз с марикопа и пима и живеят в добри отношения с източните групи папаго, с хуалапаи, хавасупаи, кахила, дигеньо, паипаи и килива. Някои групи като халийкуамаи и камия в Империъл Вали са ту във война, ту в приятелски отношения с тях. Основни врагове са мохаве и юма.
Според Ернандо Аларкон, който пръв среща племето през 1540 г. кокопа са високи и добре сложени хора, и често боядисват лицата и телата си. Облеклото им е оскъдно. Мъжете обикновено носят само препаска, а жените с къса пола от върбова кора, пера или растителни влакна. В по-студеното време използват одеяла и наметала от заешки кожи. На краката си обуват сандали направени от необработена кожа.
Като при останалите юмански племена, митологията на кокопа разказва за две главни божества, които живеят във водата и излизат на сушата, за да създадат Света. След тези божества най-много е почитано Слънцето.
Кокопа кремират своите мъртви заедно с имуществото им след специални обреди. Роднините отрязват косите си в знак на траур и не споменават името на мъртвия никога повече.

## История
Испанският изследовател Ернандо Аларкон пръв споменава хората живеещи около делтата на Колорадо през 1540 г. През 1604 – 1605 г. Франциско Ескобар пише в дневника си, че хората кокопа живеят в 9 ранчерии. През 1702 г. отец Еузебио Кино посещава делтата и пише, че хората тук отглеждат царевица, боб, тикви и дини и живеят в малки ранчерии. Отец Франциско Гарсес идва в района през 1771 г. и отново през 1776 г., и отбелязва че кокопа наброяват около 3000 души. Лейтенант Харди е първият англоговорещ, който посещава делтата на Колорадо през 1826 г. Той пише, че жените носят пола или рокля от върбова кора, че хората отглеждат индиански тютюн и приготвят хляб от меските. Според него кокопа наброяват около 6000.
През 1853 г. Договорът Гадсдън определя държавните граници между САЩ и Мексико. Границата разделя племето на две. По-голямата част остават в Мексико, където в началото на 20 век живеят организирани в 4 политически независими групи в малки ранчерии в района на делтата на Колорадо.
- Уи А хуир – в Баха Калифорния, северно от Ел Майор
- Куакуарш – южно от Ел Майор
- Мат Скруи
- Хуаниак – южно от Сан Луис в Сонора

През 1910 г. голяма част от хуаниак се преместват близо до Съмъртън в Аризона. През 1917 г. американското правителство създава резервата Кокопа. Резерватът е с площ от 25,5 km² и е под юрисдикцията на агенцията Юма. През 1986 г. американските кокопа получават допълнително още 615 акра земя към резервата. През 2000 г. американските кокопа наброяват 891 души (1009 през 2010). Колко обаче живеят в Мексико е неизвестно.